# Военно-морские силы Венесуэлы
Военно-морские силы Венесуэлы, официально — Национальные боливарианские военно-морские силы (исп. Armada Nacional Bolivariana) — один из четырёх видов национальных вооруженных сил Венесуэлы. Им порученно «обеспечивать морскую оборону и исполнение Конституции и законов, сотрудничать в поддержании внутреннего правопорядка и активно участвовать в национальном развитии, с целью гарантировать независимость, суверенитет и целостность водных пространств Нации».

## История
Военно-морские силы Венесуэлы были созданы в XIX веке. Использование вооружённых кораблей имело место в ходе войны за независимость испанских колоний в Южной Америке (официальной датой создания флота считается 24 июля 1823 года). В 1903 году военный флот состоял из 11 кораблей, вооруженных 13 артиллерийскими орудиями.
В 1934 году на верфи в Пуэрто-Кабельо были построены несколько бронеавтомобилей "Тортуга" на шасcи грузовиков "Ford", которые передали на вооружение частей военно-морского флота.
Во время второй мировой войны военные расходы страны и численность войск были увеличены. В 1943 году на основе роты береговой охраны была создана рота морской пехоты (1.ª Compañía de Infantería de Marina), 11 декабря 1945 года переформированная в батальон морской пехоты.
В 1954 году в Италии были куплены шесть эсминцев типа "Almirante Clemente".
В 1967-1969 гг. ВМС были сравнительно небольшими, они насчитывали около 6 тыс. человек (из них 2,5 тыс. - в морской пехоте) и 48 кораблей и катеров (три эскадренных миноносца, 1 подводная лодка, 6 сторожевых кораблей, 4 десантных корабля, 4 транспортных судна, 11 патрульных катеров береговой обороны и др.). В 1972-1974 гг. из США по программе военной помощи были получены три подводные лодки, три эсминца и танкодесантный корабль.
На рубеже 1982-1983 гг. численность ВМС составляла свыше 9 тыс. человек (из них 4 тыс. - в морской пехоте), а также 54 кораблей и катеров (в том числе, три дизельные подводные лодки, два эсминца, два фрегата, три десантных корабля, 10 боевых катеров, 12 десантных катеров и др.).
В 1982 году в Южной Корее были заказаны и в 1984 году получены четыре 4070-тонных десантных судна типа "Alligator" (после зачисления в состав флота получивших наименование "Capana").
В 2004 году в составе военно-морских сил имелось 15 боевых кораблей, 55 катеров и 8 вспомогательных судов, а также три эскадрильи морской авиации (9 боевых самолётов, 5 боевых вертолетов, 13 самолетов и вертолетов вспомогательной авиации).
В 2005 году численность ВМС Венесуэлы составляла 18300 человек (включая 7800 в морской пехоте, 1000 в береговой охране, 500 в морской авиации и 4000 военнослужащих срочной службы).

## Современное состояние
ВМС Венесуэлы организационно включают штаб, флот, морскую пехоту, военно-морскую авиацию, береговую охрану и характеризуются «как современные военно-морские силы среднего размера с ограниченными океанскими способностями».

### Дивизион подводных лодок
Место базирования: Пуэрто-Кабельо.
2 дизель-электрические подводные лодки типа 209:
- S-31 «Sábalo»
- S-32 «Caribe»

### Дивизион фрегатов
Место базирования: Пуэрто-Кабельо.
6 ракетных фрегатов класса «Lupo»:
- F-21 «Mariscal Sucre»
- F-22 «Almirante Brión»
- F-23 «General Urdaneta»
- F-24 «General Soublette»
- F-25 «General Salóm»
- F-26 «Almirante García»

### Дивизион сторожевых кораблей
Место базирования: Пунто-Фихо.
3 ракетных патрульных катера типа «Vosper 37m.»/класс «Federación»:
- PC-12 «Federación»
- PC-14 «Libertad»
- PC-16 «Victoria»

3 артиллерийских патрульных катера типа «Vosper 37m.»/класс «Constitución»:
- PC-11 «Constitución»
- PC-13 «Independencia»
- PC-15 «Patria»

### Дивизион десантных и вспомогательных кораблей
Место базирования: Пуэрто-Кабельо.
4 больших десантных корабля типа LST/класс «Capana».
- T-61 «Capana»
- T-62 «Esequibo»
- T-63 «Goajira»
- T-64 «Los Llanos»

1 корабль снабжения типа «Ciudad Bolívar».
- T-81 «Ciudad Bolívar»

1 океанографическое судно класса «Punta Brava».
- BO-11 «Punta Brava»

1 парусный учебный корабль типа «Bricbarc» / «Simón Bolívar».
- BE-11 «Simón Bolívar»

## Пункты базирования
- ВМБ Каракас — штаб ВМС
- ВМБ Пуэрто-Кабельо
- ВМБ Пунто-Фихо
- ВМБ Пуэрто де Хиерро
- ВМБ Ла Оркила
- ВМБ Туриамо
- ВМБ Эль-Ампаро
- ВМБ Сьюдад-Боливар
- ВМБ Маракаибо
- ВМБ Ла-Гуайра

## Боевой состав

### Военно-морской флот
| Тип                                           | Бортовой номер  | Наименование                     | В составе флота         | Состояние                                                   | Примечания |
| Подводные лодки                               | Подводные лодки | Подводные лодки                  | Подводные лодки         | Подводные лодки                                             | Подводные лодки |
| --------------------------------------------- | --------------- | -------------------------------- | ----------------------- | ----------------------------------------------------------- | --- |
| подводная лодка типа 209/1300                 | S-31            | AB «Сабалё»                      | с 8 июня 1976 года      | в строю                                                     | |
| подводная лодка типа 209/1300                 | S-32            | AB «Карибе»                      | с 3 ноября 1977 года    | в строю                                                     | |
| Фрегаты                                       |                 |                                  |                         |                                                             | |
| Патрульные корабли типа «Гуайкамакуто»        | GC-21           | Guaicamacuto                     | 2 марта 2010            | в строю                                                     | |
| Патрульные корабли типа «Гуайкамакуто»        | GC-22           | Yavire                           | 8 ноября 2010           | в строю                                                     | |
| Патрульные корабли типа «Гуайкамакуто»        | GC-23           | Naiguata                         | 2011                    | Затонул 30.03.2020 г. в ходе столкновения с судном Resolute | |
| Патрульные корабли типа «Гуайкамакуто»        | GC-24           | Guaiqueri                        | 14 апреля 2011          | в строю                                                     | |
| фрегат типа «Лупо»                            | F-21            | АВ «Марискаль Сукре»             | с 14 июля 1980 года     | в строю                                                     | |
| фрегат типа «Лупо»                            | F-22            | АВ «Альмиранте Брион»            | с 7 марта 1981 года     | в строю                                                     | |
| фрегат типа «Лупо»                            | F-23            | АВ «Генераль Урданета»           | с 8 августа 1981 года   | в строю                                                     | |
| фрегат типа «Лупо»                            | F-24            | АВ «Генераль Суоблетте»          | с 4 декабря 1981 года   | в строю                                                     | |
| фрегат типа «Лупо»                            | F-25            | АВ «Генераль Салём»              | с 3 апреля 1982 года    | в строю                                                     | |
| фрегат типа «Лупо»                            | F-26            | АВ «Альмиранте Гарсия»           | с 30 июля 1982 года     | в строю                                                     | |
| Сторожевые и патрульные корабли               |                 |                                  |                         |                                                             | |
| Эскортный миноносец типа «Almirante Clemente» | GC-12           | «General Morán»                  |                         | Списан, разбирается на металлолом.                          | Эскортный или «легкий» миноносец постройки 1950-х. Последний в серии из 6 единиц.                                                                                             |
| Патрульные корабли типа «Гуайкери»            | PC-21           | «Гуайкери»                       | апрель 2011             | в строю                                                     | Головной корвет. Водоизмещение 2450 т, длина — 98,94 м, ширина — 12,6 м. Дальность плавания 3500 миль. Вооружение 76 мм АУ,30/12,7 мм пушки, экипаж 92, из них 12 десантников |
| Патрульные корабли типа «Гуайкери»            | PC-22           | «Warao»                          | 2 августа 2011          | в строю                                                     | |
| Патрульные корабли типа «Гуайкери»            | PC-23           | «Yecuana»                        | декабрь 2011            | в строю                                                     | |
| Патрульные корабли типа «Гуайкери»            | PC-24           | «Kariña»                         | 24 апреля 2012          | в строю                                                     | Последний корвет в серии |
| патрульный катер типа «Vosper 37m.»           | PC-11           | «Constitución»                   | с 25 марта 1975 года    | в строю                                                     | |
| патрульный катер типа «Vosper 37m.»           | PC-12           | «Federación»                     | с 25 марта 1975 года    | в строю                                                     | |
| патрульный катер типа «Vosper 37m.»           | PC-13           | «Independencia»                  | с 12 июня 1975 года     | в строю                                                     | |
| патрульный катер типа «Vosper 37m.»           | PC-14           | «Libertad»                       | с 12 июня 1975 года     | в строю                                                     | |
| патрульный катер типа «Vosper 37m.»           | PC-15           | «Patria»                         | с 1 сентября 1975 года  | в строю                                                     | |
| патрульный катер типа «Vosper 37m.»           | PC-16           | «Victoria»                       | с 22 сентября 1975 года | в строю                                                     | |
| патрульный катер типа «Gavión»                | PG-401          | «Gavión»                         |                         |                                                             | |
| патрульный катер типа «Gavión»                | PG-402          | «Alca»                           |                         |                                                             | |
| патрульный катер типа «Gavión»                | PG-403          | «Bernacia»                       |                         |                                                             | |
| патрульный катер типа «Gavión»                | PG-404          | «Chamán»                         |                         |                                                             | |
| патрульный катер типа «Gavión»                | PG-405          | «Cormorán»                       |                         |                                                             | |
| патрульный катер типа «Gavión»                | PG-406          | «Colimbo»                        |                         |                                                             | |
| патрульный катер типа «Gavión»                | PG-407          | «Fardela»                        |                         |                                                             | |
| патрульный катер типа «Gavión»                | PG-408          | «Sumarela»                       |                         |                                                             | |
| патрульный катер типа «Gavión»                | PG-409          | «Negrón»                         |                         |                                                             | |
| патрульный катер типа «Gavión»                | PG-410          | «Picargo»                        |                         |                                                             | |
| патрульный катер типа «Gavión»                | PG-411          | «Pagaza»                         |                         |                                                             | |
| патрульный катер типа «Gavión»                | PG-412          | «Serreta»                        |                         |                                                             | |
| патрульный катер типа «Point»                 | PG-31           | «Petrel»                         |                         |                                                             | |
| патрульный катер типа «Point»                 | PG-32           | «Alcatraz»                       |                         |                                                             | |
| патрульный катер типа «Point»                 | PG-33           | «Albatros»                       |                         |                                                             | |
| патрульный катер типа «Point»                 | PG-34           | «Pelícano»                       |                         |                                                             | |
| нет данных                                    | LG-11           | «Los Tanques»                    |                         |                                                             | |
| нет данных                                    | LG-12           | «Los Cayos»                      |                         |                                                             | |
| нет данных                                    | LG-21           | «Polaris»                        |                         |                                                             | |
| нет данных                                    | LG-22           | «Sirius»                         |                         |                                                             | |
| нет данных                                    | LG-23           | «Rigel»                          |                         |                                                             | |
| нет данных                                    | LG-24           | «Aldebarán»                      |                         |                                                             | |
| нет данных                                    | LG-25           | «Antares»                        |                         |                                                             | |
| нет данных                                    | LG-26           | «Canopus»                        |                         |                                                             | |
| нет данных                                    | LG-27           | «Altaris»                        |                         |                                                             | |
| нет данных                                    | LG-31           | «Chichiriviche»                  |                         |                                                             | |
| нет данных                                    | LH-12           | «Lely»                           |                         |                                                             | |
| нет данных                                    | RP-21           | «Fernando Gómez»                 |                         |                                                             | |
| Десантные корабли                             |                 |                                  |                         |                                                             | |
| большой десантный корабль типа «Capana»       | T-61            | «Capana»                         | с 24 июля 1984 года     | в строю                                                     | |
| большой десантный корабль типа «Capana»       | T-62            | «Essequibo»                      | с 24 июля 1984 года     | в строю                                                     | |
| большой десантный корабль типа «Capana»       | T-63            | «Goajira»                        | с 1 ноября 1984 года    | в строю                                                     | |
| большой десантный корабль типа «Capana»       | T-64            | «Los Llanos»                     | с 1 ноября 1984 года    | в строю                                                     | |
| Вспомогательные корабли и суда                |                 |                                  |                         |                                                             | |
| корабль снабжения типа «Ciudad Bolívar»       | T-81            | «Ciudad Bolívar»                 | с 25 сентября 2001 года | в строю                                                     | |
| буксир типа Damen Salvage Tug 6014            | RA-11           | «Almirante Francisco de Miranda» | с 28 марта 2007 года    | в строю                                                     | |
| океанографическое судно типа «Punta Brava»    | BO-11           | «Punta Brava»                    | нет данных              | в строю                                                     | |
| Учебные корабли                               |                 |                                  |                         |                                                             | |
| барк                                          | BE-11           | «Simón Bolívar»                  | с 12 августа 1980 года  | в строю                                                     | |

### Морская авиация
| Обозначение формирования или части | Вооружение и оснащение | Место расположения |
| ---------------------------------- | ---------------------- | ------------------ |
|                                    |                        |                    |

## Техника и вооружение

### Морская авиация
Данные о технике и вооружении Авиации ВМС Венесуэлы взяты со страницы журнала Aviation Week & Space Technology.
| Тип                                      | Производство | Назначение                                     | Количество | Примечания                                                              |          |
| Самолёты                                 | Самолёты     | Самолёты                                       | Самолёты   | Самолёты                                                                | Самолёты |
| ---------------------------------------- | ------------ | ---------------------------------------------- | ---------- | ----------------------------------------------------------------------- | -------- |
| Beech 90                                 | США          | общего назначения                              | 1          |                                                                         |          |
| CASA C-212 CASA C-212-200 CASA C-212-400 | Испания      | патрульный самолёт транспортный самолёт        | 3 2 3      |                                                                         |          |
| Cessna 210                               | США          | общего назначения                              | 1          |                                                                         |          |
| Raytheon 200                             | США          | общего назначения                              | 1          |                                                                         |          |
| Rockwell 695                             | США          | транспортный самолёт                           | 1          |                                                                         |          |
| Вертолёты                                |              |                                                |            |                                                                         |          |
| Agusta AB.212ASW                         | Италия       | противолодочный вертолёт                       | 8          | американский вертолёт Bell 212 по лицензии производился в Италии        |          |
| Bell Helicopter Textron 206B             | США          | многоцелевой вертолёт                          | 1          |                                                                         |          |
| Bell Helicopter Textron 212              | США          | многоцелевой вертолёт                          | 2          |                                                                         |          |
| Bell Helicopter Textron 412EP            | США          | многоцелевой вертолёт противолодочный вертолёт | 6          |                                                                         |          |
| Bell Helicopter Textron TH-57            | США          | учебный вертолёт                               | 1          |                                                                         |          |
| Harbin Z-9С                              | Китай        | противолодочный вертолёт                       |            | 8 заказано в 2012 году. Лицензионная копия Eurocopter AS.565SA Panther. |          |

### Морская пехота
| Тип                  | Производство | Назначение                 | Количество   | Примечания   |              |
| Бронетехника         | Бронетехника | Бронетехника               | Бронетехника | Бронетехника | Бронетехника |
| -------------------- | ------------ | -------------------------- | ------------ | ------------ | ------------ |
| AAV-7                | США          | бронетранспортёр           | нет данных   |              |              |
| Engesa EE-11 «Urutú» | Бразилия     | бронетранспортёр           | нет данных   |              |              |
| Артиллерия           |              |                            |              |              |              |
| OTO Melara M56       | Италия       | 105 мм буксируемая гаубица | нет данных   |              |              |
|                      |              |                            |              |              |              |

### Береговые ракетные комплексы
Береговые ракетные комплексы «Бал-Э»2 комплекса, 8 СПУ.

## Префикс кораблей и судов
Корабли и суда ВМФ Венесуэлы имеют префикс AB (исп. Armada Bolivariana — Боливарианский Флот).

## Флаги кораблей и судов
| Флаг | Гюйс | Вымпел боевых кораблей |
| ---- | ---- | ---------------------- |
|      |      |                        |

## Знаки различия

### Адмиралы и офицеры
| Категории               | Адмиралы          | Адмиралы  | Адмиралы      | Адмиралы       | Старшие офицеры    | Старшие офицеры    | Старшие офицеры    | Младшие офицеры   | Младшие офицеры     | Младшие офицеры  |
| ----------------------- | ----------------- | --------- | ------------- | -------------- | ------------------ | ------------------ | ------------------ | ----------------- | ------------------- | ---------------- |
|                         |                   |           |               |                |                    |                    |                    |                   |                     |                  |
| Венесуэльское звание    | Almirante en Jefe | Almirante | Vicealmirante | Contraalmrante | Capitan del Navio  | Capitan de Fragata | Capitan de Corbeta | Teniente de Navio | Teniente de Fragata | Alferez de Navio |
| Российское соответствие | Адмирал флота     | Адмирал   | Вице-адмирал  | Контр-адмирал  | Капитан 1-го ранга | Капитан 2-го ранга | Капитан 3-го ранга | Капитан-лейтенант | Старший лейтенант   | Лейтенант        |

### Подофицеры
| Категории               | Подофицеры               | Подофицеры               | Подофицеры                | Подофицеры                | Подофицеры      | Подофицеры         | Подофицеры         | Подофицеры         |
| ----------------------- | ------------------------ | ------------------------ | ------------------------- | ------------------------- | --------------- | ------------------ | ------------------ | ------------------ |
|                         | 30px                     | 30px                     | 30px                      | 30px                      | 30px            | 30px               | 30px               | 30px               |
| Венесуэльское звание    | Maestre Supervisor       | Maestre Mayor            | Maestre Principal         | Maestre Auxiliar          | Maestre Técnico | Maestre de Primera | Maestre de Segunda | Maestre de Tercera |
| Российское соответствие | Уорент-офицер 1-й статьи | Уорент-офицер 2-й статьи | Старший мичман 1-й статьи | Старший мичман 2-й статьи | Старший мичман  | Мичман 1-й статьи  | Мичман 2-й статьи  | Мичман 3-й статьи  |

### Старшины и матросы
| Категории               | Старшины                                | Старшины                     | Старшины                    | Старшины                  | Старшины                  | Старшины            | Старшины            | Матросы                   | Матросы        | Матросы               | Матросы       |
| ----------------------- | --------------------------------------- | ---------------------------- | --------------------------- | ------------------------- | ------------------------- | ------------------- | ------------------- | ------------------------- | -------------- | --------------------- | ------------- |
|                         |                                         |                              |                             |                           |                           |                     |                     |                           |                |                       |               |
| Венесуэльское звание    | Sargento Supervisor                     | Sargento Ayudante            | Sargento Mayor de Primera   | Sargento Mayor de Segunda | Sargento Mayor de Tercera | Sargento Primero    | Sargento Segundo    | Cabo Primero              | Cabo Segundo   | Marinero Distinguindo | Marinero Raso |
| Российское соответствие | Главный корабельный старшина 1-й статьи | Главный корабельный старшина | Главный старшина 1-й статьи | Главный старшина          | Старшина 1-й статьи       | Старшина 2-й статьи | Старшина 3-й статьи | Старший матрос 1-й статьи | Старший матрос | Матрос 1-й статьи     | Матрос        |